# سان سيبريانو بو (بافيا)
سان سيبريانو بو (بالإيطالية: San Cipriano Po)‏ هي بلدة تقع في مقاطعة بافيا بإقليم لومبارديا في شمال إيطاليا. تبلغ مساحة هذه المدينة 8.7 (كم²)، وترتفع عن سطح البحر م، بلغ عدد سكانها 435 نسمة في عام 2004 حسب إحصاء المعهد الوطني للإحصاء.

## السكان
في سنة 1861 بلغ عدد السكان 944 نسمة، وتطور العدد ليصل في سنة 2011 لـ 516 نسمة.
يظهر هذا المخطط البياني تطور النمو السكاني لـ سان سيبريانو بو (بافيا)